# Pluralità dei mondi

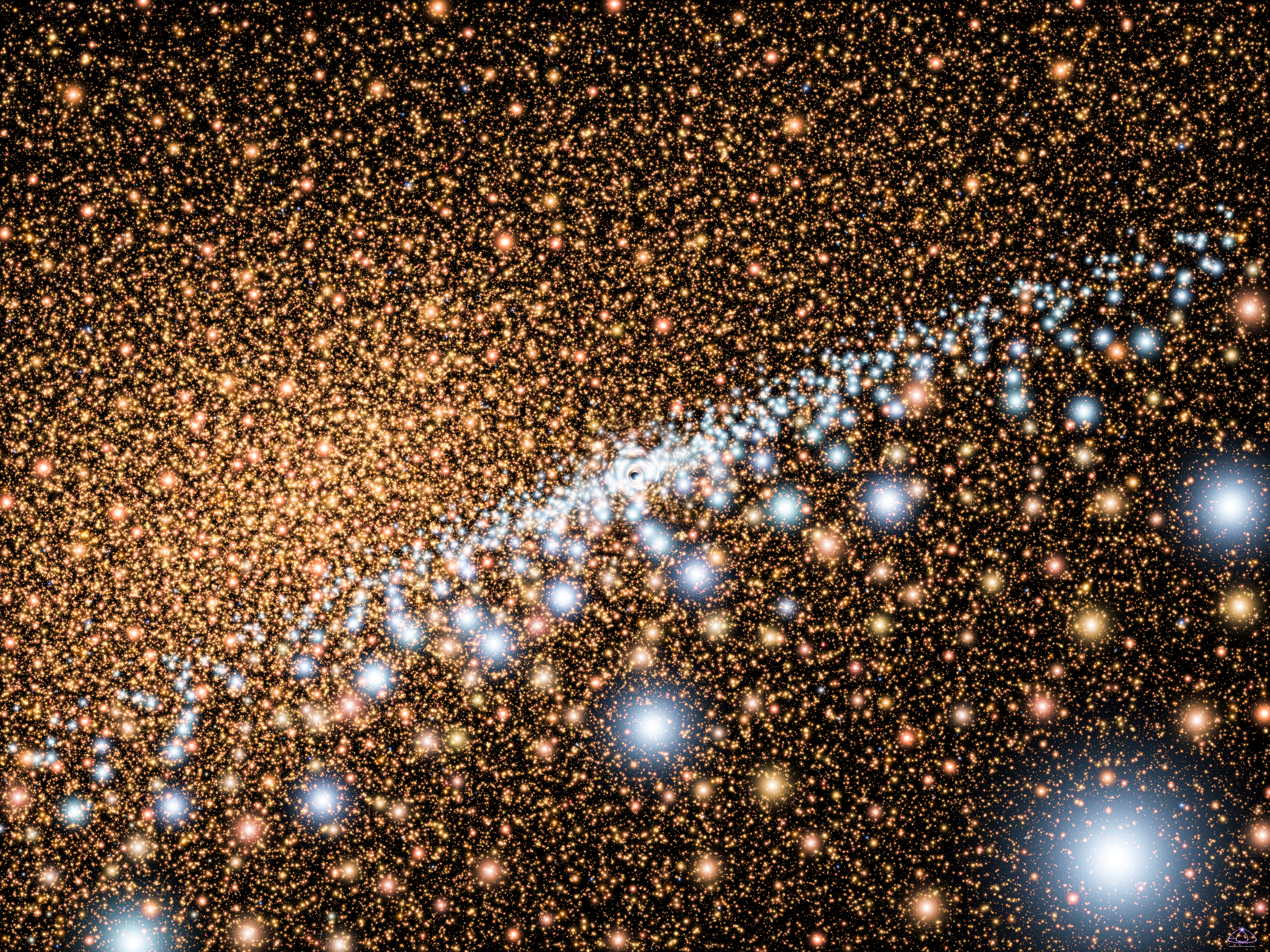
Visione del cosmo in cui risiede un'infinità di costellazioni e corpi celesti come sostenuto da Giordano Bruno

La pluralità dei mondi abitati o semplicemente pluralità dei mondi è l'idea che al di fuori della Terra possano esistere numerosi altri mondi - come altri pianeti o altri universi - che ospitano la vita e in particolare esseri intelligenti. Il dibattito filosofico sulla pluralità dei mondi alimenta una speculazione che daterebbe almeno dai tempi di Talete (circa 600 a.C.) e che è continuata nel tempo, in forme molteplici, largamente influenzata dalle idee scientifiche di ciascun epoca, fino all'epoca moderna e contemporanea.

## Dibattito nell'antica Grecia
In età greca il dibattito sulla pluralità dei mondi fu in gran parte filosofico e non conforme alle attuali nozioni materialistiche di cosmologia. Era un corollario alle nozioni di infinito e la pretesa moltitudine di mondi culle di vita era più vicina al concetto di universi paralleli (sia compresenti nello spazio sia infinitamente ricorrenti nel tempo) che a sistemi solari differenti.
Diogene Laerzio riferisce come Anassagora ritenesse la Luna abitata; nella sua cosmologia, i semi, unendosi e separandosi, formavano sistemi planetari simili al nostro, quindi esistevano altri corpi celesti analoghi al Sole, alla Luna e alla Terra.
Nella sua opera De rerum natura (circa 70 a.C.), Lucrezio speculava apertamente della possibilità di vita su altri mondi:

Dopo che Talete e il suo allievo Anassimandro ebbero aperto le porte a un universo infinito, da parte degli atomisti venne presa una posizione forte sulla pluralità, in particolare con Leucippo, Democrito ed Epicuro. Per quanto si trattasse di pensatori di rilievo, i loro avversari - Platone e Aristotele - ebbero un'influenza maggiore; quest'ultimo sosteneva che la Terra è unica e che non ci potessero essere altri sistemi di mondi, escludendo a priori il concetto in nome di una unità metafisica del mondo. Platone invece ammetteva l'esistenza di altri luoghi e piani eterei oltre quelli conosciuti come terrestri: 
[...]
Lì vi sono anche boschi sacri e templi, dove realmente abitano gli dei e si avverano oracoli e profezie, per cui, veramente, quegli uomini hanno contatti visibili e rapporti concreti con le divinità. E il sole, la luna e le stelle essi li vedono come sono in realtà e v'è ogni altra beatitudine che s'accompagna a queste cose.»
(Platone, Fedone, LVIII-LIX )

## Pensatori cristiani

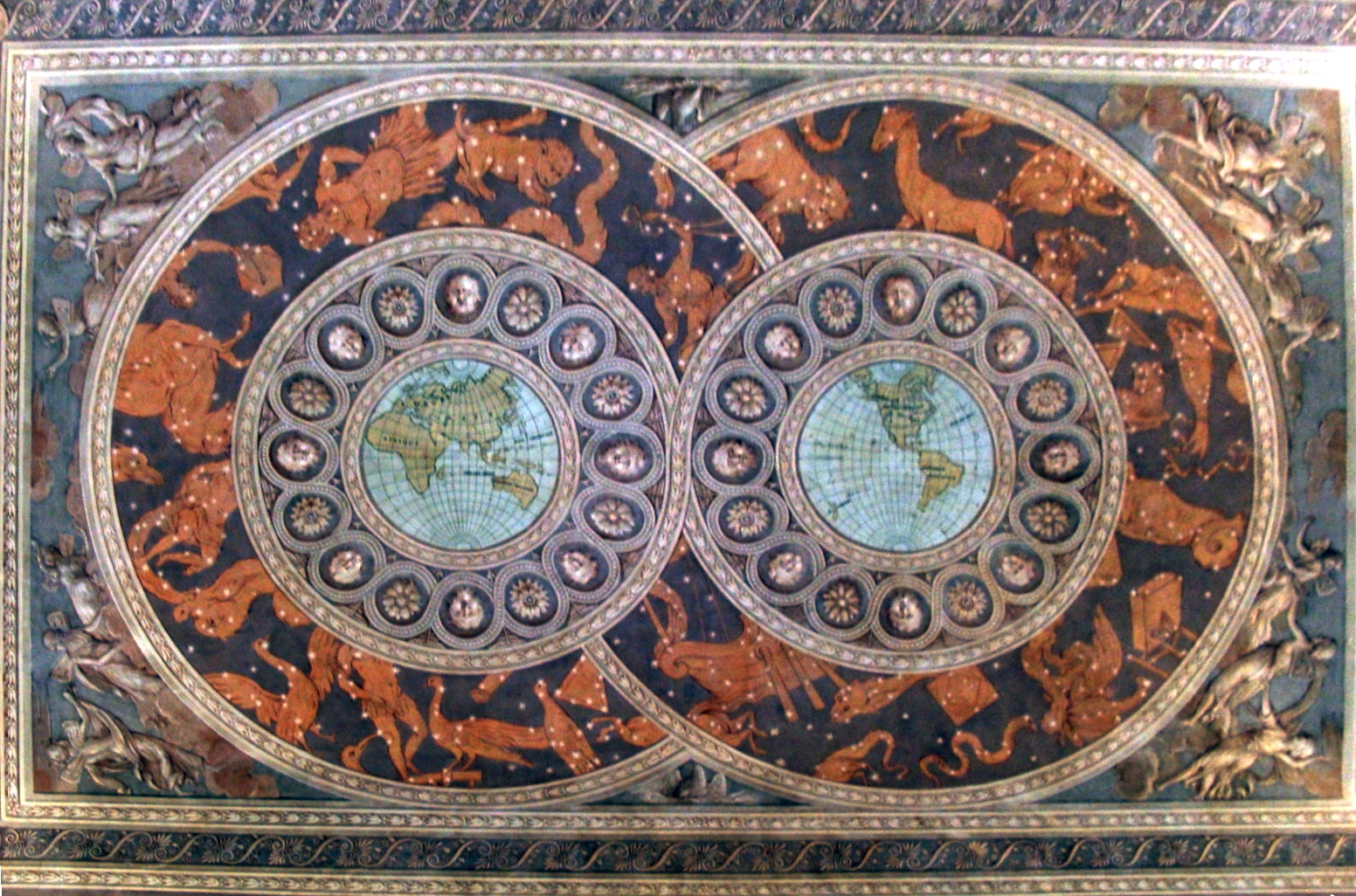
Costellazioni e segni zodiacali dei due emisferi celesti (opera di Carlo Vanvitelli, Reggia di Caserta, prima sala della Biblioteca, XVIII secolo)

La presa di posizione di Aristotele, in seguito, combaciò spesso con la concezione dominante nel cristianesimo, che si richiamava all'autorità del pensatore greco. Nel Medioevo venne completamente rigettato l'atomismo, visto come eretico dalla Chiesa, decretando la sconfitta di ogni immagine astronomica alternativa a quella avallata dalla Chiesa stessa.
L'idea di pluralità dei mondi tuttavia non venne completamente soppressa e il dibattito continuò nel tempo, largamente influenzato dal contesto storico-scientifico del momento, sebbene la questione fosse trattata solo da pochi pensatori almeno fino all'invenzione del telescopio. L'idea generale nel Medioevo infatti era che le stelle e i pianeti - che apparivano come semplici punti luminosi fissati nel firmamento - non fossero veri e propri corpi fisici.
Storicamente, l'unico intervento di un pontefice cristiano sulla questione risale ad una lettera di papa Zaccaria I (741-752), nella quale si menziona che un certo presbitero Virgilio stava insegnando una dottrina sulla pluralità di mondi abitati. Zaccaria riprova l'idea che vi siano abitanti agli antipodi, sulla Luna o sul Sole, per non porre in discussione l'unità del genere umano, rendendo più confusa la comprensione dei rapporti con Dio e con il peccato originale per quegli "uomini" che non fossero discendenti di Adamo.
Sul tema della pluralità, il più grande filosofo e teologo tedesco del Medioevo Alberto Magno e il suo allievo Tommaso d'Aquino sostenevano tesi diverse, solo apparentemente in disaccordo fra loro: in realtà il primo sosteneva la plausibilità di altri mondi (altre terre), mentre il secondo negava quella di altri universi (diversi dall'unico creato da Dio).
Il vescovo di Parigi Étienne Tempier nel 1277, nella sua lotta contro l'averroismo latino e nell'intento di portare un po' di quiete nel mondo intellettuale assai vivace e per questo propenso a litigi e agli scontri, nell'elenco di 219 proposizioni da rigettare poneva anche quella - di tradizione aristotelica - che negava a Dio la possibilità di aver creato o di creare altri mondi diversi dal nostro (art. 34). L'ammissione, dunque, di tale possibilità di "altri mondi" appare indirettamente una condizione per poter operare nell'ambito degli istituti della cultura del tempo.
Dante (1265-1321), nel suo Paradiso, descrive l'ascesa del suo narratore attraverso le sfere celesti della Luna, i pianeti da Mercurio a Saturno e di lì alla sfera delle stelle fisse e al cielo degli angeli. Dante presuppone che la luce dei pianeti sia una combinazione di luce impartita dalla volontà divina e dello splendore dei beati che abitano le sfere. Questi pianeti sono, tuttavia, del tutto eterei: possiedono luce ma nessuna forma fisica o geografia.
Il cardinale e teologo Nicola Cusano, nella sua opera più importante De docta ignorantia del 1440, ammetteva la possibilità che Dio potesse avere creato altri mondi con altri esseri razionali in uno spazio senza limiti. Anche questi esseri razionali, egli scriveva, sono creati ad immagine di Dio ed eredi delle promesse di Cristo.
Il sistema geocentrico tolemaico-aristotelico venne infine sfidato e la pluralità ribadita, prima timidamente dai filosofi della tarda Scolastica (la filosofia cristiana medioevale) e da Guglielmo di Occam, poi con maggiore decisione dai seguaci di Niccolò Copernico. Il telescopio apparve a dimostrare che una moltitudine di vita era ragionevole ed era una espressione dell'onnipotenza creatrice di Dio; avversari teologici ancora potenti, nel frattempo, continuarono a insistere che, sebbene la Terra potesse essere stata spostata dal centro del cosmo, era ancora l'unico centro della creazione di Dio. Pensatori come Keplero erano disposti ad ammettere la possibilità della pluralità pur senza sostenerla veramente.
Il filosofo e frate domenicano Giordano Bruno - condannato come eretico e messo al rogo nel 1600 - sosteneva un universo infinito, popolato da un'infinità di stelle come il Sole, ciascuna circondata da pianeti su taluni dei quali crescono e prosperano esseri intelligenti; anzi, alcuni di questi mondi sono certamente più stupendi del nostro e con abitanti di gran lunga migliori dei terrestri. Non vi sono elementi per affermare che Bruno fu condannato per tale idea (che non è annoverata tra i capi d'accusa della sentenza ma solo negli atti d'accusa).

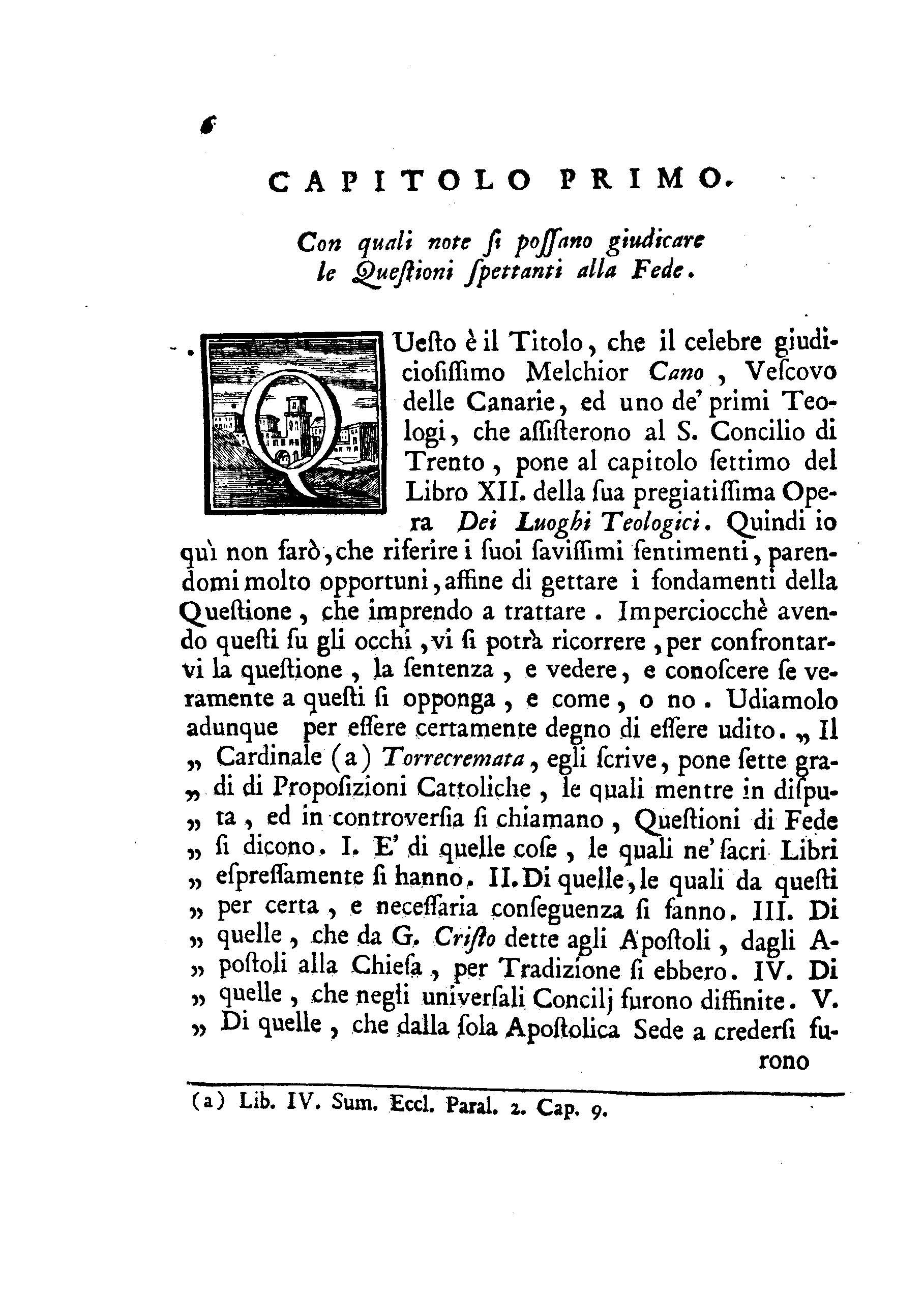
Vincenzo da Sant'Eraclio, Esame teologico-fisico del sistema di chi sostiene abitati da ragionevoli creature i pianeti, 1760

Il concetto che i pianeti fossero veri corpi fisici non venne preso seriamente fino a quando Galileo scoprì nel 1609-1610 che la Luna aveva rilievi nella sua superficie, e che gli altri pianeti avrebbero potuto quantomeno essere risolti in dischi. Nel 1543 Niccolò Copernico aveva già postulato che i pianeti orbitano intorno al Sole, come la Terra. La combinazione di questi due concetti condusse al pensiero che i pianeti avrebbero potuto essere "mondi" simili alla Terra.
La possibilità di vita extraterrestre era un luogo comune del discorso dotto nel XVII secolo, grazie soprattutto alla diffusione del telescopio di Galileo.
Da quando la pluralità di mondi abitati divenne "ragionevolmente possibile", il numero di teologi che si occuparono della questione divenne significativo a partire dal Settecento, specie in ambiente anglosassone, evangelico e anglicano.  Ad esempio nel 1760 Vincenzo da Sant'Eraclio esaminò la questione nel suo Esame teologico-fisico del sistema di chi sostiene abitati da ragionevoli creature i pianeti, confutando l'opera di Giovanni Cadonici, uscita lo stesso anno, che tendeva a negare la possibilità di esseri intelligenti in altri mondi, ammessa invece da William Derham.

## Illuminismo
Nel corso della rivoluzione scientifica e della conseguente Età dei lumi, la pluralità dei mondi divenne una possibilità considerata dall'opinione generale. Le Conversazioni sulla pluralità dei mondi (Entretiens sur la pluralité des mondes) di Bernard le Bovier de Fontenelle del 1686 fu un'opera divulgativa importante di questo periodo, che speculava sulla pluralità e descriveva la nuova cosmologia copernicana. In un viaggio fantastico attraverso il sistema solare, l'autore spiegava efficacemente le nuove concezioni scientifiche del tempo e narrava della presenza di civiltà su Mercurio, Venere e Saturno; rimase lo scritto più popolare del genere fino alla fine del XVIII secolo.
La pluralità fu inoltre sostenuta da filosofi come John Locke, da astronomi come William Herschel e anche da politici, tra i quali John Adams e Benjamin Franklin. Allorquando un maggiore scetticismo e rigore scientifico vennero applicati alla questione, essa cessò di essere semplicemente una questione filosofica e teologica e venne opportunamente delimitata da astronomia e biologia.
L'astronomo francese Camille Flammarion fu uno dei principali sostenitori della pluralità durante la seconda metà del XIX secolo. Il suo primo libro, La pluralità dei mondi abitati (1862), fu un grande successo popolare, con 33 edizioni nei vent'anni successivi alla sua prima pubblicazione. Flammarion fu tra i primi a proporre l'idea che gli esseri extraterrestri fossero davvero alieni, e non semplicemente variazioni delle creature terrestri.

## Pensiero scientifico moderno
Tra la fine dell'Ottocento e gli inizi del Novecento il dibattito strettamente filosofico-teologico sulla "pluralità dei mondi" venne superato dall'avanzare e diversificarsi della conoscenza scientifica e le speculazioni sulla vita extraterrestre si focalizzarono sui corpi particolari e osservazioni.
Lo scenario filosofico-metafisico della pluralità dei mondi vede una possibile traduzione nel linguaggio della scienza moderna nella teoria della panspermia, proposta agli inizi del Novecento dal chimico e premio Nobel svedese Svante Arrhenius, il quale immaginava che la vita possa essere stata condotta in tutto il cosmo da spore (batteri intrappolati in proteine) presenti nello spazio. Nell'ultimo quarto del XX secolo a riprendere la teoria sono stati agli astronomi Fred Hoyle e Chandra Wickramasinghe. Nel primo decennio del XXI secolo la teoria ha ricevuto alcune prime conferme sperimentali nel ritrovamento, da parte della sonda spaziale Stardust, di tracce di ammine e lunghe catene carboniose nei materiali raccolti dalla cometa Wild 2. Negli anni settanta il premio Nobel Francis Crick per cercare di risolvere il problema del difficile insorgere spontaneo di una vita intelligente sulla Terra propose con Leslie Orgel un altro tipo di panspermia, la cosiddetta panspermia guidata (o diretta), che teorizza che le spore siano state seminate in luoghi adatti allo sviluppo della vita da una o più civiltà avanzate diffuse nell'universo, benché in seguito lo stesso Crick abbia dichiarato di essere stato eccessivamente pessimista sulle possibilità di un'origine terrestre della vita.
Fu necessario attendere il 1920, anno del "Great Debate" (grande dibattito), per vedere degli astronomi riuniti a discutere con metodi scientifici sulla pluralità delle galassie, con tesi diverse sostenute da Harlow Shapley e Heber D. Curtis sulla scala dell'universo. Curtis sosteneva che l'Universo fosse composto di molte galassie come la nostra, identificate dagli astronomi di allora come "nebulose a spirale". Shapley sosteneva che queste "nebulose" fossero semplici nubi di gas nelle immediate vicinanze e che l'Universo fosse composto da una sola grande Galassia. Nel modello di Shapley, il nostro Sole era lontano dal centro di questo grande universo/galassia. Curtis poneva al contrario il Sole vicino al centro della nostra galassia relativamente piccola. Il dibattito ebbe una parziale soluzione alla metà degli anni venti, quando l'astronomo Edwin Hubble, utilizzando il più grande telescopio di allora, dimostrò che la distanza della galassia di Andromeda (M31) è superiore anche all'estensione proposta da Shapley della nostra, la Via Lattea, pertanto quella di Andromeda era una galassia molto simile alla Via Lattea. Nel 1930 ulteriori scoperte portarono all'accettazione del fatto che le dimensioni della Via Lattea erano davvero state molto sottostimate e che il Sole non era vicino al suo centro. Shapley si dimostrò pertanto più corretto riguardo alle dimensioni della nostra Galassia e alla posizione del Sole in essa, mentre Curtis si dimostrò corretto sul fatto che il nostro Universo era composto da molte altre galassie, e che le "nebulose a spirale" erano davvero galassie come la nostra.
Il generale ottimismo sulla presenza di vita anche intelligente nell'universo si scontrò nel 1950 e negli anni seguenti con il cosiddetto paradosso di Fermi, attribuito al fisico Enrico Fermi, che pone una fondamentale questione empirica: "Dove sono tutti quanti?" Se ci sono così tante civiltà evolute, perché non sono ancora state ricevute prove di vita extraterrestre come trasmissioni di segnali radio, sonde o navi spaziali? Si considera pertanto che probabilmente le civiltà nell'universo siano abbastanza distanti tra di loro (ipotesi della rarità della Terra) e che due civiltà vicine assai difficilmente possano raggiungere nello stesso tempo uno stadio paragonabile di evoluzione, tale da riuscire a comunicare tra di loro. D'altro canto nel 1961 venne formulata l'Equazione di Drake, che propone un metodo per stimare il numero di civiltà extraterrestri in grado di comunicare esistenti nella nostra galassia, giungendo a risultati piuttosto ottimisti e dando un argomento a favore della ricerca delle intelligenze extraterrestri tramite radiosegnali (progetto SETI); il problema è che i parametri di questa equazione si conoscono con troppa incertezza di misura (i valori correlati all'abitabilità planetaria, per esempio) o il loro valore allo stato attuale non è proprio determinabile empiricamente (non disponiamo di misurazioni statistiche della durata media di una civiltà evoluta), così diventa impossibile dare un numero senza che esso abbia un immenso errore assoluto. Il dibattito storico sulla "pluralità dei mondi" continua dunque ad avere un parallelo moderno: Carl Sagan e Frank Drake, ad esempio, sostenitori del principio di mediocrità, potrebbero essere considerati "pluralisti", mentre i sostenitori della rarità della Terra dei moderni scettici.